# 미 비포 유
《미 비포 유》(Me Before You)는 2012년 발행된 영국의 소설로, 조조 모이스가 집필했다. 속편 《애프터 유》는 2015년 9월에 패멀라 도먼 북스로부터 발행되었다. 2016년 영화화되어 동명 영화로 공개되었다.